# Metody Dominik Trčka
Metody Dominik Trčka (ur. 6 lipca 1886 we Frydlandzie nad Ostrawicą, zm. 23 marca 1959 w Leopoldovie) – czeski ksiądz katolicki, redemptorysta, birytualista, szczególnie zaangażowany w duszpasterstwo wśród słowackich grekokatolików, błogosławiony Kościoła katolickiego, męczennik.

## Życiorys
Urodził się jako Dominik Trčka w 1886 roku we Frydlandzie nad Ostrawicą w ówczesnych Austro-Węgrzech, będąc ostatnim z siedmiorga dzieci Tomasa Trčki i Frantiski Sterbovej.
Rozpoczął nowicjat u redemptorystów w Bilsku w Królestwie Polskim w 1902 roku i złożył tam śluby zakonne 25 sierpnia 1904 roku, przyjmując imię zakonne Metody po świętym Metodym, apostole Słowian, a następnie wyjechał do Obořiště w Czechach, aby móc kontynuować studia filozoficzne i teologiczne potrzebne do święceń. 17 lipca 1910 roku przyjął święcenia kapłańskie w Pradze z rąk kardynała Lva Skrbenskiego z Hříště. Przez pierwsze lata kapłaństwa uczestniczył w „misjach wewnętrznych” w szczególnie trudnych parafiach diecezji praskiej. Ze względu na swoją rozległą znajomość języków słowiańskich nabytą w czasie nowicjatu na ziemiach polskich, podczas I wojny światowej opiekował się rannymi żołnierzami c.k. Armii narodowości słoweńskiej i chorwackiej leczonymi w szpitalu wojskowym w Przybramie.
W 1919 roku został wysłany do służby grekokatolikom w Haliciu już w niepodległej Czechosłowacji, jednocześnie studiował liturgię bizantyjską we Lwowie w Polsce. W tamtym czasie często pomijano liczbę i znaczenie katolików obrządku wschodniego w Czechosłowacji, ale Trčka starał się zmienić tę sytuację, a jednym z jego najważniejszych osiągnięć było zorganizowanie w Michalovcach klasztoru dla greckokatolickich redemptorystów. W 1935 roku – kiedy reorganizowano struktury tego zgromadzenia – został mianowany wiceprowincjałem redemptorystów obrządku bizantyjskiego w Czechosłowacji.
Wraz z przejęciem władzy w Czechosłowacji przez komunistów po II wojnie światowej nastąpił okres silnych prześladowań religijnych, a w 1950 roku wspólnoty zakonne w tym kraju zostały zlikwidowane. Wieczorem 13 kwietnia 1950 roku (który przypadł w Wielki Czwartek) Trčka został aresztowany wraz z kilkoma innymi redemptorystami. Postawiony przed sądem 21 kwietnia i oskarżony o próbę zdobycia fałszywych dokumentów w celu ucieczki z kraju, został skazany na 12 lat więzienia. W czasie pobytu w więzieniu znosił przedłużające się przesłuchania i tortury. Jeden z jego współbraci, który został zwolniony, napisał, że w celach, w których przebywali zakonnicy, nieprzerwanie, również w nocy, było włączone intensywne światło.
Zmarł 23 marca 1959 roku o godz. 9:00 w Leopoldovie na zapalenie płuc po umieszczeniu w izolatce za śpiewanie kolęd w czasie świąt Bożego Narodzenia w 1958 roku. Pochowano go na cmentarzu więziennym, ale 17 października 1969 roku jego szczątki ekshumowano i złożono w krypcie pod klasztorem redemptorystów w Michalovcach.

## Beatyfikacja
Proces beatyfikacyjny ojca Trčki rozpoczął się w Preszowie na etapie diecezjalnym, który zakończył się w 2001 roku; formalne rozpoczęcie etapu watykańskiego nastąpiło 6 marca 2001 r. po wydaniu przez Kongregację Spraw Kanonizacyjnych „nihil obstat”, co wiąże się z nadaniem tytułu Sługi Bożego. Kongregacja otrzymała Positio 9 marca 2001 roku, które zostało zatwierdzone przez teologów 6 kwietnia, a przez Kongregację 23 kwietnia. Dzień później papież Jan Paweł II potwierdził, że Trčka poniósł śmierć za wiarę, podpisując dekret o heroiczności cnót, a 4 listopada 2001 roku beatyfikował go na placu św. Piotra w Rzymie. Proces beatyfikacyjny trwał niecały rok i był jednym z najkrótszych w historii Kościoła.